# Мирха
Мирха (пол. Myrcha) — село в Польщі, у гміні Вішнев Седлецького повіту Мазовецького воєводства.
Населення — 88 осіб (2011).

## Демографія
Демографічна структура станом на 31 березня 2011 року:
|          | Загалом | Допрацездатний вік | Працездатний вік | Постпрацездатний вік |
| -------- | ------- | ------------------ | ---------------- | -------------------- |
| Чоловіки | 42      | 12                 | 29               | 1                    |
| Жінки    | 46      | 11                 | 24               | 11                   |
| Разом    | 88      | 23                 | 53               | 12                   |